# Білово (Грязовецький район)
Біло́во (рос. Белово) — присілок у складі Грязовецького району Вологодської області, Росія. Входить до складу Вохтозького міського поселення.

## Населення
Населення — 3 особи (2010; 5 у 2002).
Національний склад (станом на 2002 рік):
- росіяни — 100 %